# Стачка (филм)
„Стачка“ (на руски: Стачка) е съветски филм от 1925 година, социална драма на режисьора Сергей Айзенщайн по негов оригинален сценарий в съавторство с Григорий Александров, Валериан Плетньов и Иля Кравчуновски.
Иницииран от движението „Пролеткулт“, филмът описва стачка в металургичен завод от предсъветския период в Русия. Главните роли се изпълняват от Максим Щраух, Григорий Александров, Михаил Гоморов, Юдиф Глизер.
Въпреки пропагандата му тематика филмът е приет противоречиво от официалната критика, тъй като използваните експериментални кинематографични похвати го правят труднодостъпен за масовата публика.